# هجدهمین دوره جوایز بفتا
 هجدهمین دوره جوایز بفتا (به انگلیسی: 18st British Academy Film Awards) در سال ۱۹۶۵ به افتخار فیلم ۱۹۶۴ در لندن برگزار شد . 

## جوایز و نامزدها
| ۱۹۶۴ 18th                    |                                        |                                                                       |
| بهترین بازیگر مرد بریتانیایی |                                        |                                                                       |
| ریچارد آتن بارو              | Guns at Batasi                         | RSM Lauderdale                                                        |
| ریچارد آتن بارو              | جلسه احضار ارواح در یک بعدازظهر بارانی | Billy Savage                                                          |
| تام کورتنی                   | King & Country                         | Pvt. Arthur Hamp                                                      |
| پیتر اوتول                   | بکت                                    | King Henry II of England                                              |
| پیتر سلرز                    | دکتر استرنجلاو                         | Gp Capt. Lionel Mandrake / President Merkin Muffley / Dr. Strangelove |
| پیتر سلرز                    | پلنگ صورتی                             | Inspector Jacques Clouseau                                            |
| بهترین بازیگر مرد خارجی      |                                        |                                                                       |
| مارچلو ماسترویانی            | دیروز، امروز، فردا                     | Carmine Sbaratti / Renzo / Augusto Rusconi                            |
| کری گرانت                    | معما                                   | Peter Joshua                                                          |
| استرلینگ هایدن               | دکتر استرنجلاو                         | BG Jack D. Ripper                                                     |
| سیدنی پوآتیه                 | Lilies of the Field                    | Homer Smith                                                           |

- بهترین بازیگر نقش اول زن خارجی  آن بنکرافت
- بهترین بازیگر نقش اول زن بریتانیا  آدری هپبورن
- بهترین فیلم دکتر استرنجلاو
- بهترین فیلم بریتانیا دکتر استرنجلاو
- بهترین فیلم بریتانیا The Pumpkin Eater